# رتینول

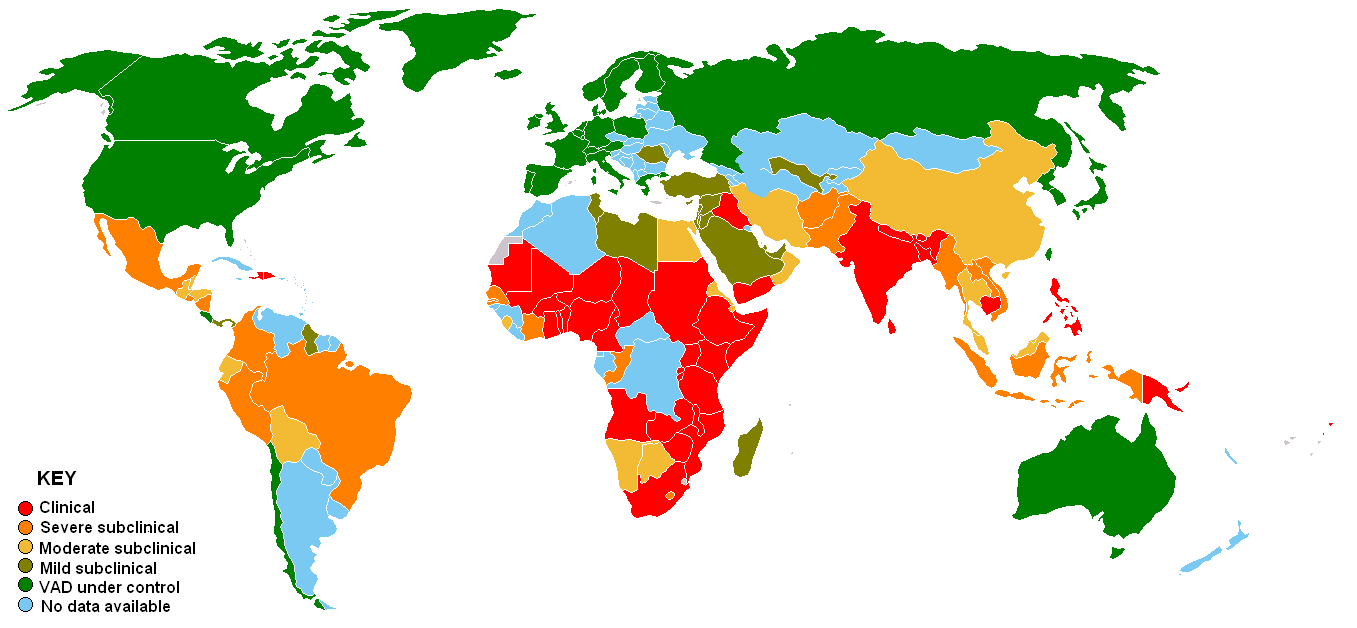
شیوع کمبود ویتامین A در سال ۱۹۹۵

رِتینول، (به انگلیسی: Retinol)که همچنین به عنوان ویتامین A 1 شناخته می‌شود، ویتامین موجود در مواد غذایی و به عنوان یک مکمل غذایی استفاده می‌شود. به عنوان یک مکمل از آن برای درمان و پیشگیری از کمبود ویتامین آ استفاده می‌شود، به ویژه که کمبود آن منجر به خشک‌چشمی می‌گردد. در مناطقی که کمبود آن شایع است، دو بار در سال به افرادی که در معرض خطر بالا هستند، یک دوز بالا توصیه می‌شود. همچنین برای کاهش خطر عوارض در افرادی که مبتلا به سرخک هستند استفاده می‌شود. از طریق دهان یا تزریق ماهیچه‌ای استفاده می‌شود.
رتینول در دوزهای طبیعی به خوبی تحمل می‌شود. دوزهای زیاد ممکن است منجر به بزرگ شدن کبد، خشکی پوست یا هیپرویتامینوز A شود. مصرف زیاد در دوران بارداری ممکن است به کودک آسیب برساند. رتینول در خانواده ویتامین A است. در بدن به رتینال و رتینوئیک اسید تبدیل می‌شود که از طریق آن عمل می‌کند. ماهی، لبنیات و گوشت منابع غذایی شامل رتینول است.
رتینول در سال ۱۹۰۹ کشف شد، در سال ۱۹۳۱ جداسازی و اولین بار در سال ۱۹۴۷ ساخته شد. این دارو در فهرست داروهای ضروری سازمان جهانی بهداشت، ایمن‌ترین و موثرترین داروهای مورد نیاز در یک سیستم بهداشتی است. رتینول به عنوان داروی ژنریک و بدون نسخه در دسترس است. هزینه عمده فروشی در جهان در کشورهای در حال توسعه در حدود ۵۰/۰۲/۰ دلار آمریکا در هر ۵۰٬۰۰۰ واحد است. در ایالات متحده بسیار گران نیست.

## کاربردهای پزشکی
از رتینول برای درمان کمبود ویتامین آ استفاده می‌شود.
سه روش ممکن است استفاده شود زمانی که جمعیت دارای سطوح پایین ویتامین A:
1. از طریق اصلاح رژیم غذایی شامل تنظیم گزینه‌های افراد مبتلا از منابع غذایی موجود برای بهینه‌سازی محتوای ویتامین A.
2. غنی سازی غذاهای معمول و مقرون به صرفه با ویتامین A، فرایندی به نام غنی سازی؛ که شامل افزودن ویتامین A مصنوعی به غذاهای اصلی مانند مارگارین، نان، آرد، غلات و سایر فرمول‌های در طول پردازش است.
3. دادن دوزهای زیاد ویتامین A به جمعیت کمبود هدفمند، روشی که به عنوان مکمل شناخته می‌شود.